# 葛京站
葛京站位於吉隆坡蕉賴葛京路與雪莉路交叉處和甘榜班登交通圈附近，是巴生谷加影线的其中一个地下捷运车站。本站周围有蕉赖宜家、双威伟乐城和MyTOWN购物中心。
本站属于双溪毛糯－加影线第二阶段线路，于2017年7月17日開始通行。
该站位于吉隆坡蕉赖的葛京路、啤律和雪莉路附近，对面有2017年3月开张的MyTOWN购物中心和宜家在马来西亚的第二间商场。

## 历史
葛京捷运站站名取自附近的葛京路。这条路以马来联邦1929年至1930年的总理，同时是第17任英国总督的C.W.H.葛京（1876－1932）命名。本站旧址为葛京路政府办事处，并在2010年拆除以供建设捷运站。
葛京站与其他双溪毛糯－加影线车站同时于2012年左右开始施工，至2017年7月17日与其他第二阶段车站开通。

## 车站结构和设计
本站為地下車站，而捷运站的主題风格為「城市生活理念」（Urban Living），以七彩缤纷的设计带出建立和谐社会的讯息。 。其色调则由   三种颜色组成。
葛京站设有4层，地面为出入口，地下一楼为上大厅层，地下二楼为不对外公开的机房层，地下三层为下大厅层，地下四层则为双溪毛糯－加影线月台（往双溪毛糯／加影）的位置。车站上方的地面是一片青草地，设有两个入口建筑和通风设施，还设有由玻璃制成的金字塔状天窗。

### 车站结构
| 地面               | 街道     | 入口A（通往葛京路、接驳巴士站、计程车停靠处、私家车停靠处、横跨葛京路后可抵达MyTown） 入口B（通往雪莉路、啤律、衔接至双威伟乐城的行人天桥） |
| 地下一楼           | 上大厅层 | 手扶梯、电梯和楼梯至入口A、B和下大厅层、衔接至MyTown的地下通道                                                                              |
| 地下二楼           | 下大厅层 | 手扶梯、电梯和楼梯至上大厅层和站台、询问处、自动售票机、验票闸门、车站控制台                                                                |
| 地下三楼（站台层） | 1号站台: | 9 加影线 9往 SBK35 加影 (→) |
| 地下三楼（站台层） | 岛式站台 | |
| 地下三楼（站台层） | 2号站台: | 9 加影线 9往 KG01 桂莎白沙罗 (←) |

### 出入口
本站设有两个入口，入口A位于葛京路而入口B位于雪莉路。两个入口皆设有手扶梯和楼梯、而入口A也设有电梯。两个入口皆位于地面的草地。
MyTOWN购物中心和本站上大厅层之间设有长100公尺的地下通道，并已在2017年12月27日启用，通往双威伟乐城的行人天桥也在2018年1月3日开放。
| 9 加影线车站 |                                                 |      |
|              |                                                 |      |
| 出口編號     | 建議前往的目的地                                | 图片 |
| A            | 葛京路南侧 MyTown购物中心、蕉赖宜家、接驳巴士站 |      |
| B            | 雪莉路西侧 啤律、永旺霸市、双威伟乐城           |      |

## 接驳巴士
加影线车站皆提供接驳巴士服务。本站提供前往敦拉萨镇、国立大学医院（HUKM）、蕉赖皇后镇和美达花园若干工业和住宅区的服务，将停留位于葛京路旁的巴士站。
| 路线编号 | 起点        | 终点                                     | 经过 |
| -------- | ----------- | ---------------------------------------- | --- |
| T400     | KG21 葛京站 | 敦拉萨镇工业区                           | 蕉赖路 AG13 KG22 马鲁里站 耶谷拉迪夫路（Jalan Yaakob Latif） 美达大路（Jalan Midah Besar） 布迪曼路（Jalan Budiman） 美华道（Persiaran Mewah） Ikhlas路 Makmur路 SP14 敦拉萨镇站 |
| T401     | KG21 葛京站 | 双湖广场（Dataran Dwitasik）、蕉赖皇后镇 | 蕉赖路 AG13 KG22 马鲁里站 金鱼路（Jalan Ikan Emas） Siakap路 皇后镇路（Jalan Sri Permaisuri） 皇后镇湖路 哲拉瓦路（Jalan Jelawat） SP12 蕉赖站                                   |

MyTOWN也设有前往 AG11  SP11 陈秀连站的接驳巴士服务。

## 图片集

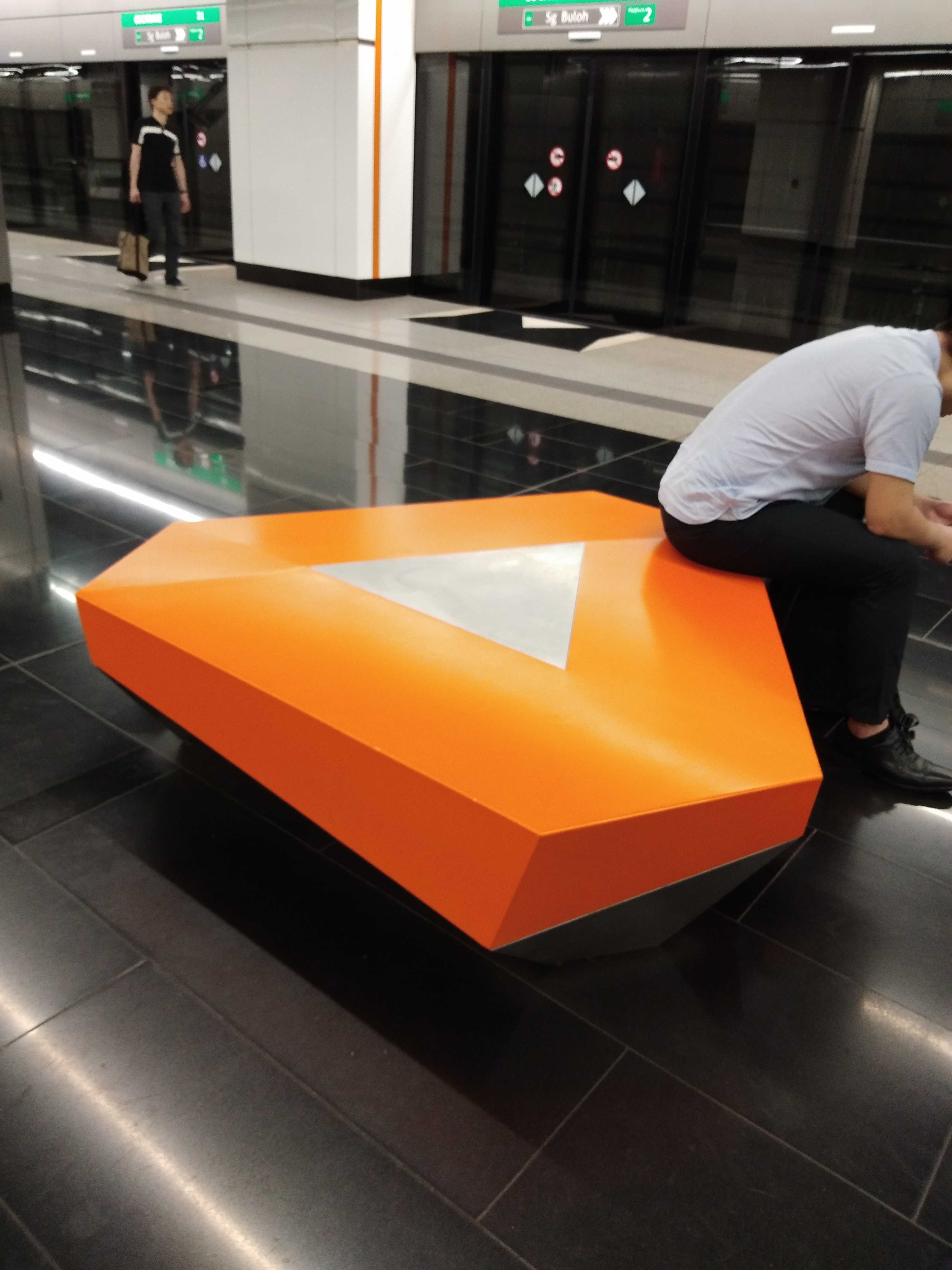
葛京捷运站站台的独特凳子设计。
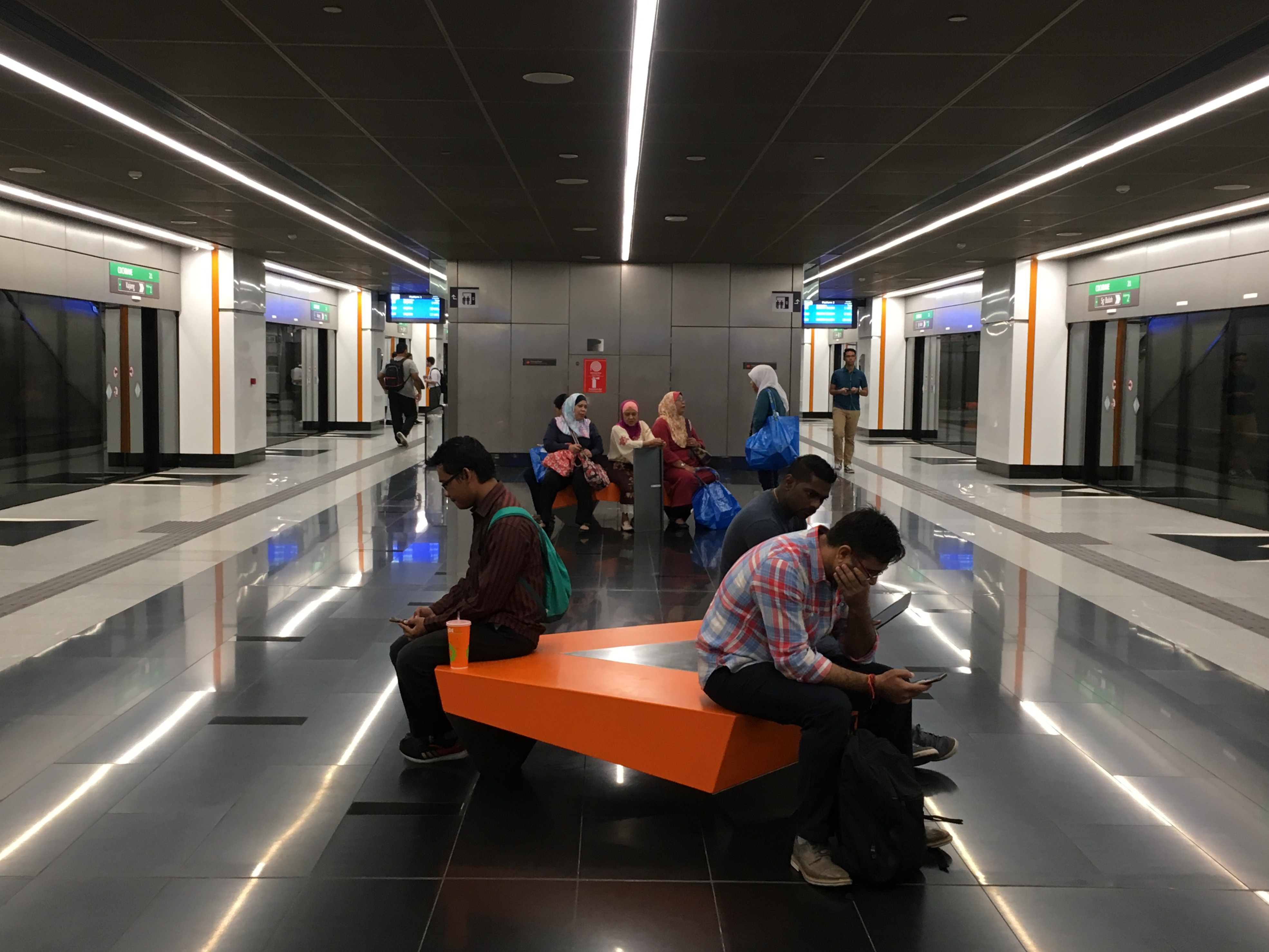
葛京捷运站站台的独特凳子设计。
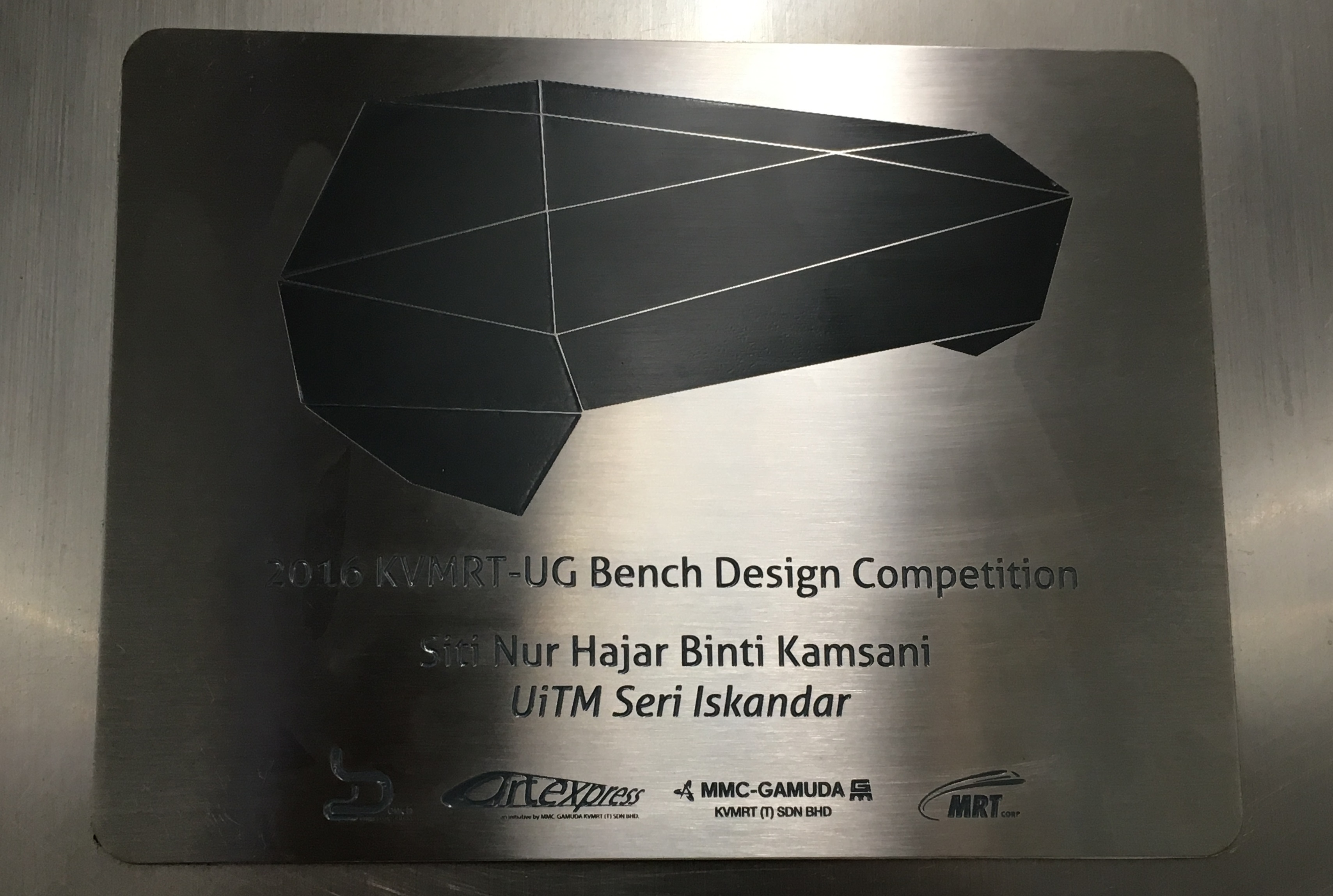
牌匾上说明捷运站的凳子是由一名名为Siti Nur Hajar Binti Kamsani的大学生设计。
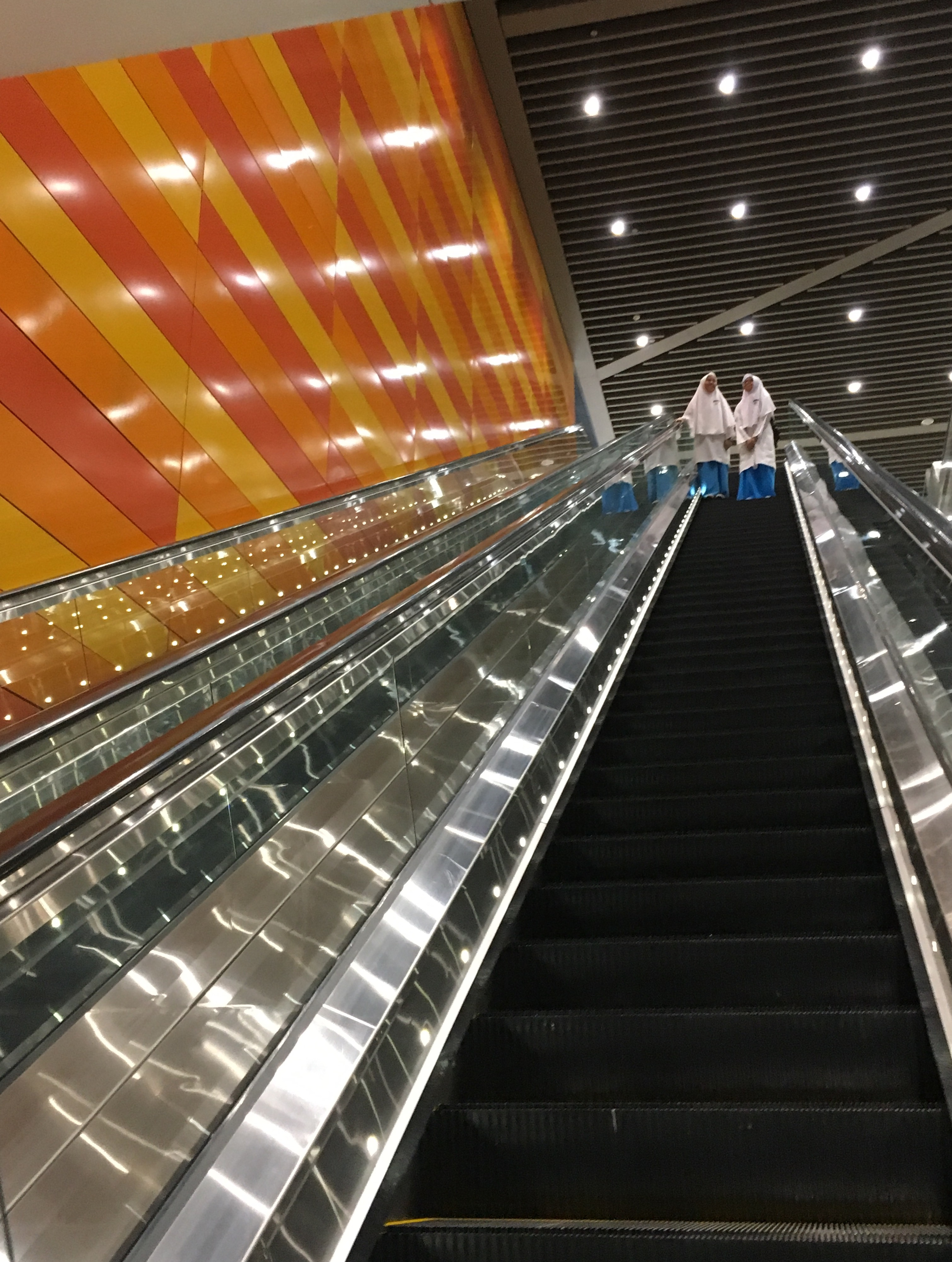
衔接上下大厅层的手扶梯。
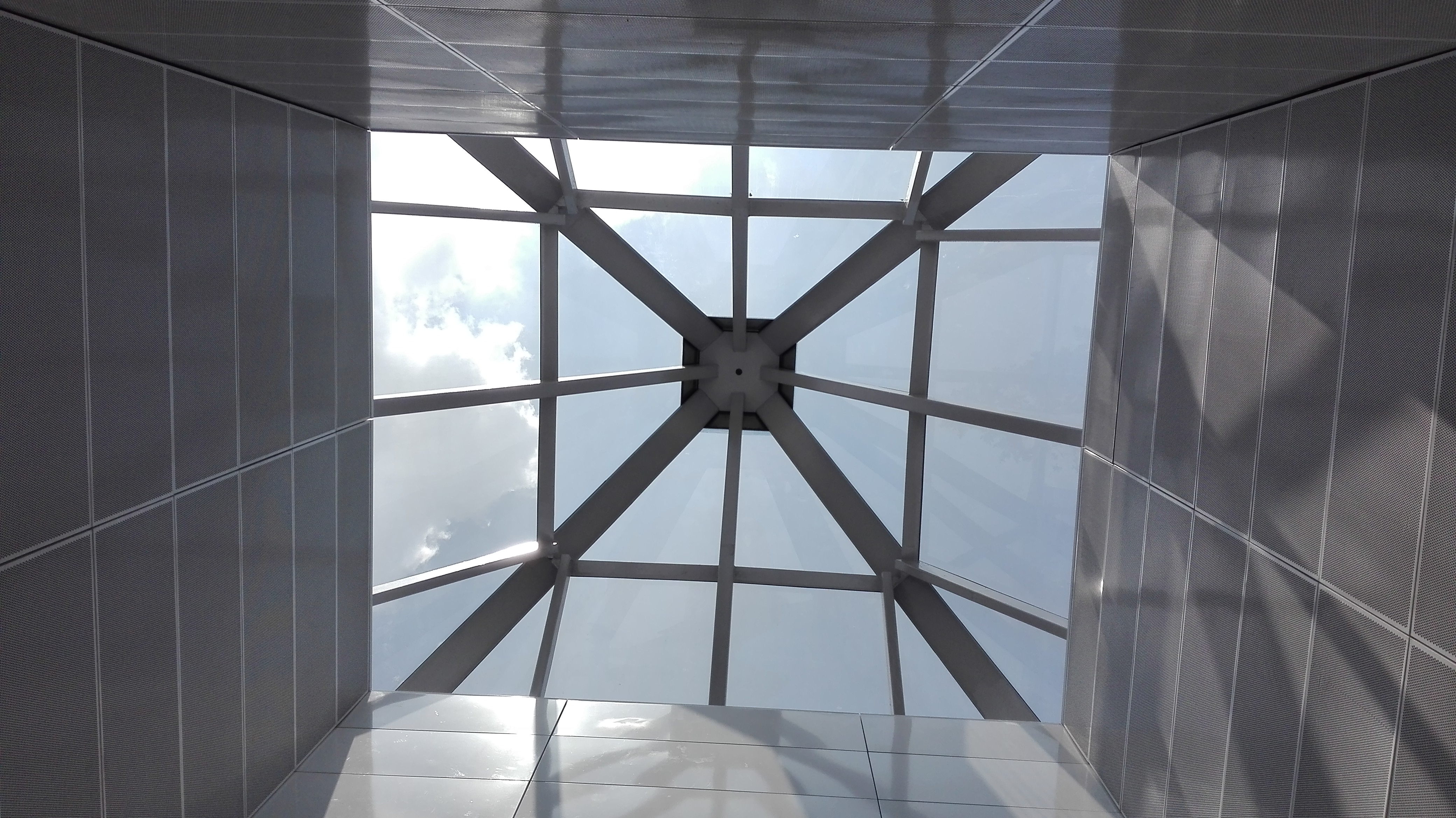
葛京站上大厅层的玻璃金字塔结构允许阳光直射入捷运站内。
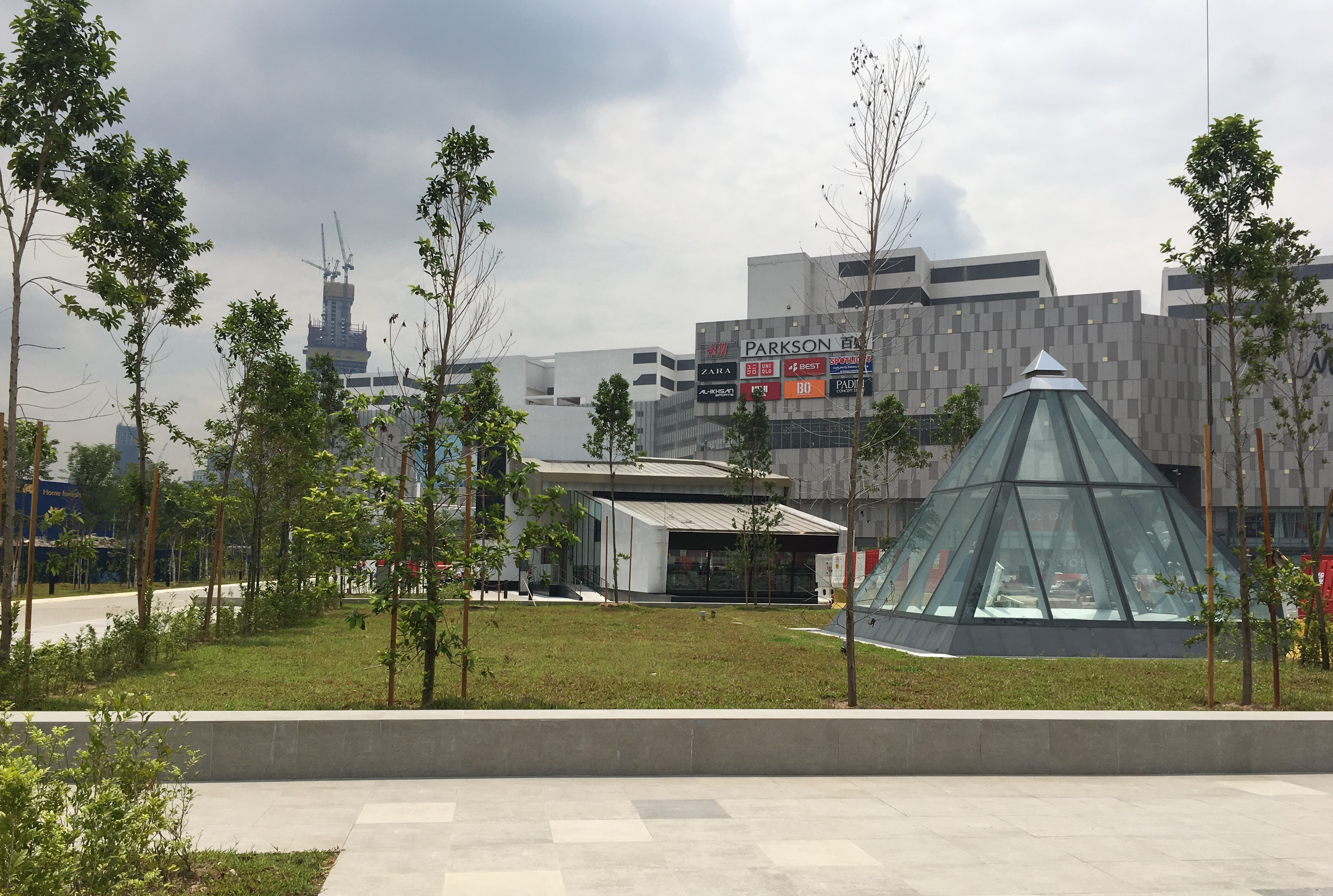
车站位于地面的青草地。
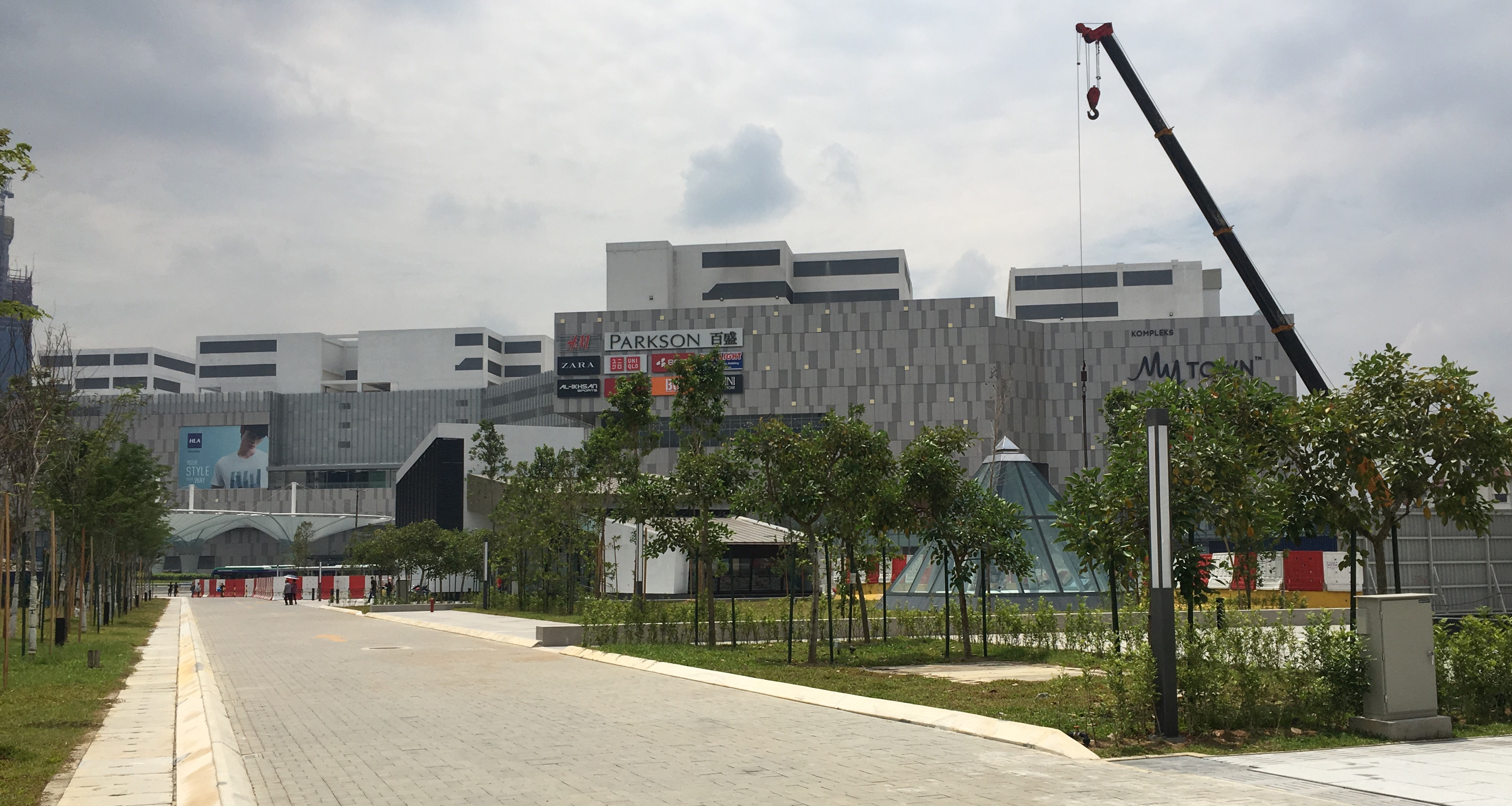
草地后方就是MyTown购物中心。
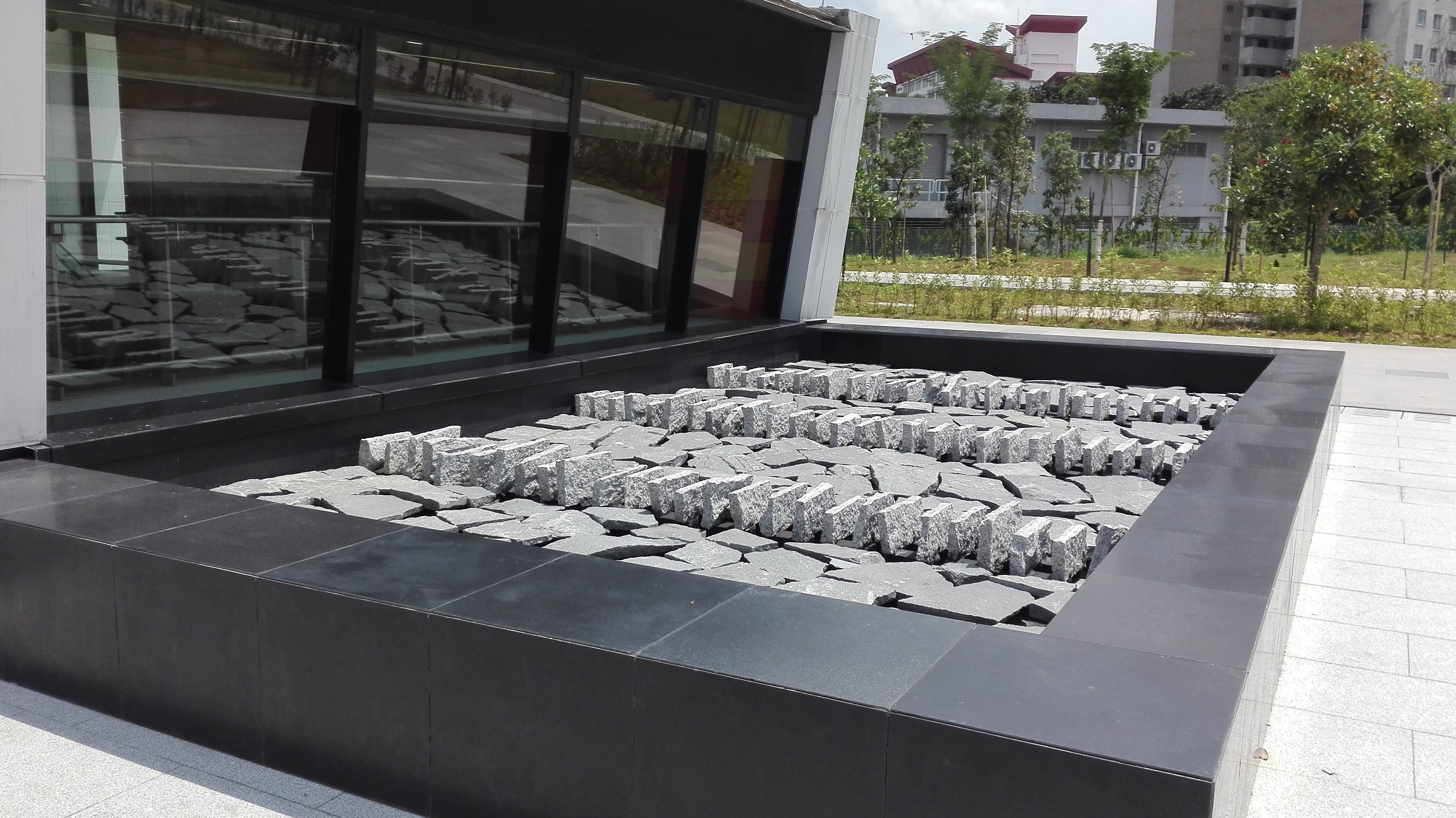
捷运站地面层的石头装饰。
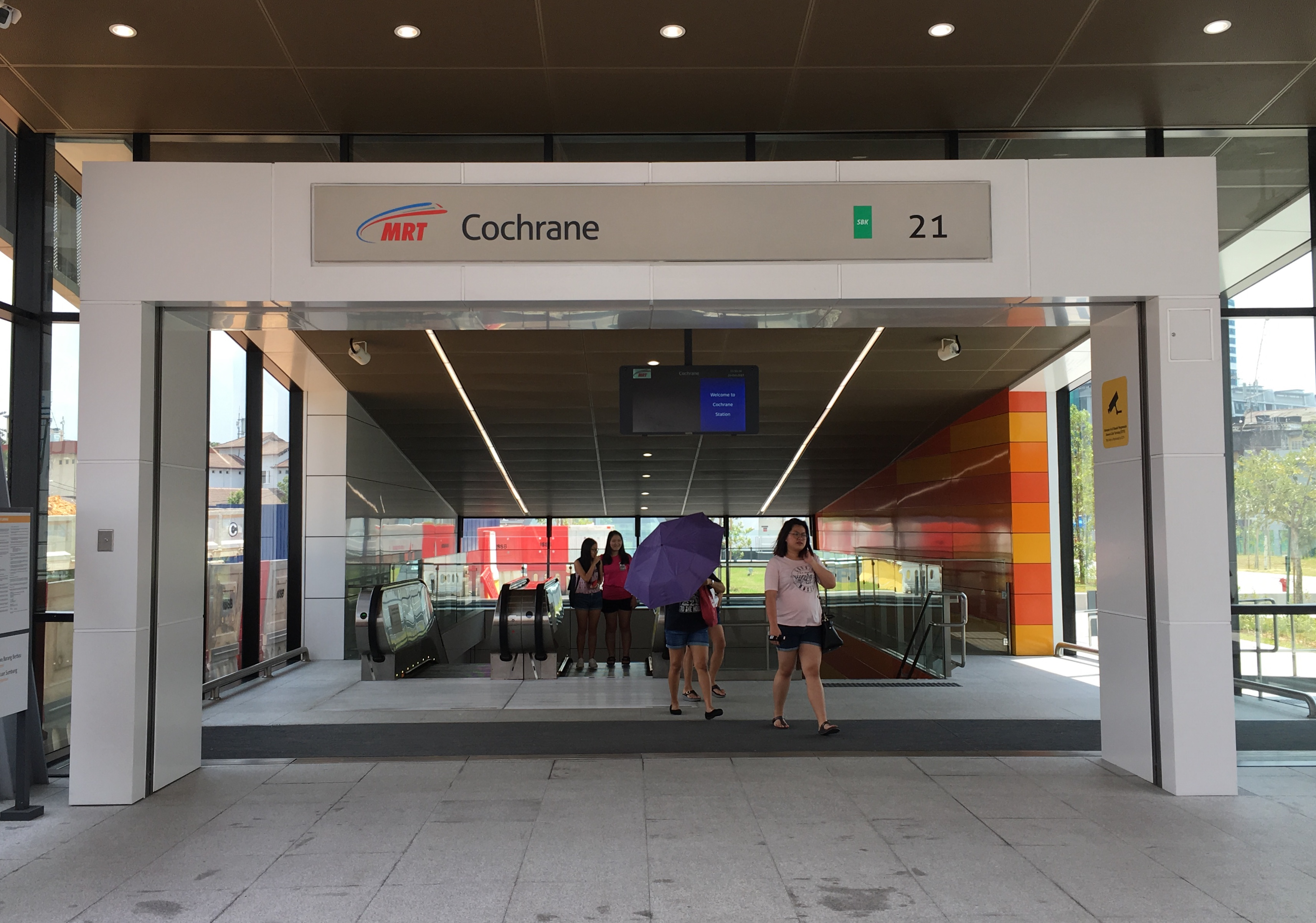
葛京站入口A让乘客可以通往临近的MyTown购物中心。
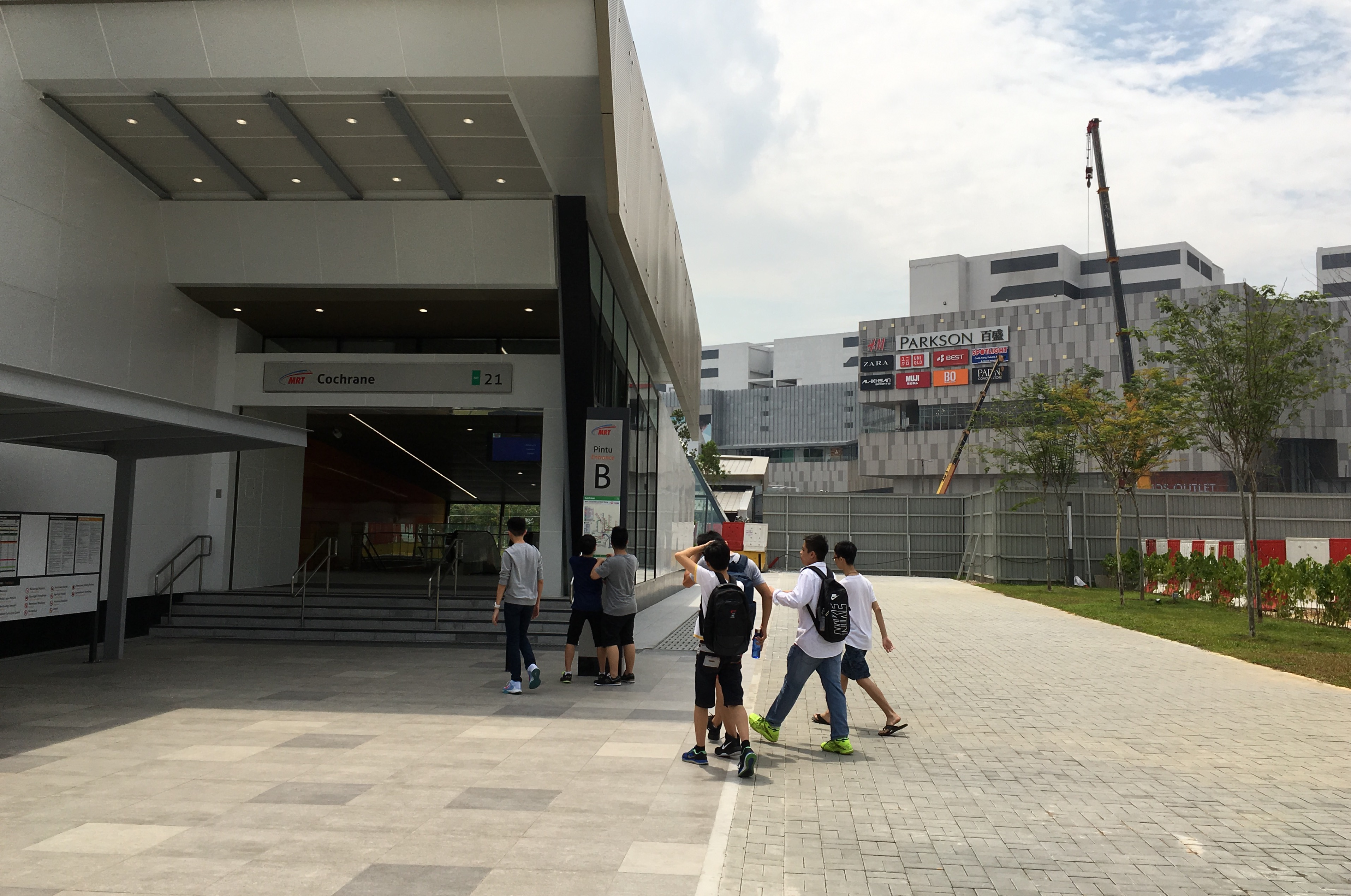
乘客可通过位于雪莉路旁的入口B进入捷运站。
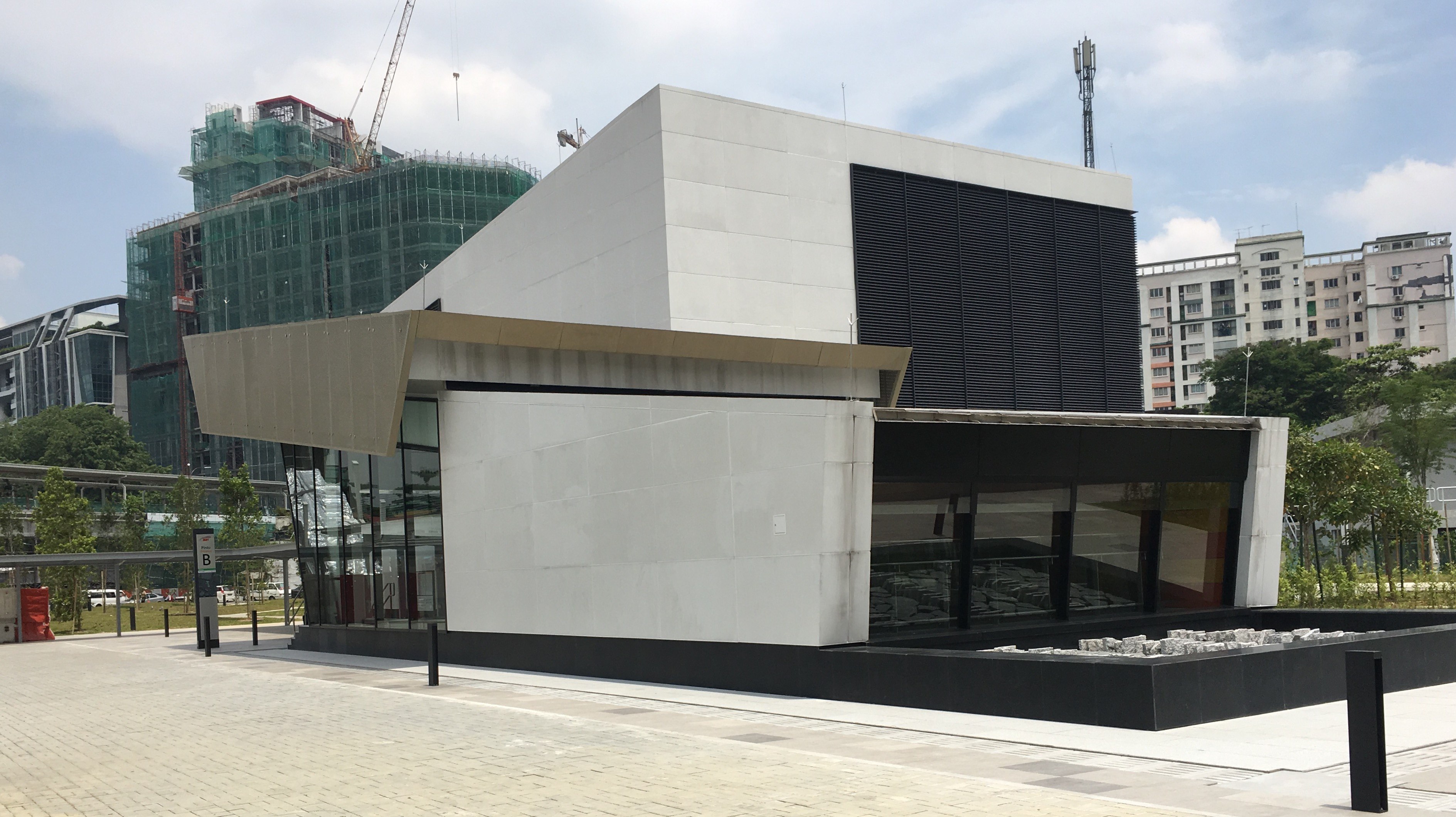
入口B建筑和正在建造中的双威伟乐城商场的北部。